# Junció PN

Una junció PN. Es mostra també el símbol en un circuit: el triangle correspon a la part P.

Una junció PN, o junció NP, és la unió de dos canalies, un de tipus N i un altre de tipus P.
Qualsevol dispositiu electrònic utilitza aquesta Junció. Es basa en la tecnologia del semiconductor.
Si al silici s'hi aplica un tipus de dopant anomenat impuresa, s'obtenen unes propietats elèctriques diferents que si se n'apliquen unes altres.

## Semiconductors tipus N i tipus P
En els semiconductors tot es basa en els percentatges dels dopatges que es posen dins el mateix silici. Si s'aplica una determinada impuresa que mitjançant els enllaços que té amb el silici i resulta que un electró queda en solitari, no és compartit amb el silici, llavors aquest electró possiblement quan hi hagi el suficient camp elèctric o fins i tot la temperatura adient deixarà de pertànyer a aquesta estructura per anar a la del veí. Quan això passa amb aquest tipus de dopant es diu que és un dopant donador, dona l'electró i, per tant, es diu semiconductor tipus N. Quan passa el mateix però no sobre un electró, sinó que en falta un, llavors es diu que és un semiconductor de tipus P; és clar que no és amb el mateix tipus de dopant que en els de tipus N. Quan un electró deixa un lloc buit, es diu que s'ha creat un parell electró/forat. És a dir, un forat no és un no electró. Un forat és on hi pot anar un electró i estar-s'hi fins que tingui la suficient energia perquè marxi, quan aquest ha marxat i queda aquesta zona no ocupada llavors es diu que aquesta zona no ocupada és un forat. El que s'intenta fer veure és que no a tot arreu hi ha electrons i, per tant, no perquè no hi hagi electrons vol dir que hi ha un forat.

## Creació d'unions P-N

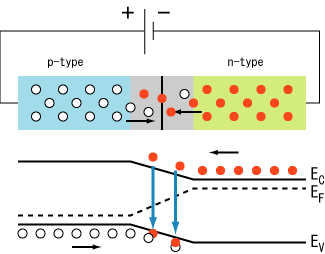
Un díode amb una unió PN polaritzada de manera normal, la unió deixa passar el corrent elèctric

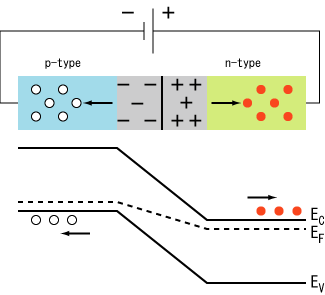
Un díode amb una unió PN polaritzada de manera inversa, la unió no deixa passar el corrent

Una unió P-N pot ser creada dopant regions pròximes d'un semiconductor amb dopants del tipus P i el tipus N. La unió comporta l'anivellament de l'energia de Fermi per decalatge de bandes. Si una tensió positiva s'aplica a la part de tipus P, els forats (els portadors majoritaris de càrrega positiva) són empentats cap a la unió. Al mateix temps els electrons de la part de tipus N (els portadors majoritaris de càrrega negativa) són atrets cap a la unió. En arribar a la unió els diferents tipus de portadors de càrrega es recombinen, per exemple un electró cau a un forat, emetent un fotó que pot ser visible (LED), o bé els portadors de càrrega continuen el seu camí a través de l'altre semiconductor fins a arribar a l'elèctrode oposat, el corrent pot circular i la seva intensitat varia de manera exponencial respecte de la tensió. En canvi, si revertim la tensió, els forats i electrons migren lluny de la unió, i aquesta es converteix en molt poc conductiva i, per tant, el corrent elèctric no pot circular. Aquest comportament asimètric s'utilitza especialment per controlar la circulació del corrent altern.
La unió P-N és la base del component anomenat díode, que permet la circulació del corrent elèctric sols en una direcció. De manera similar, es pot crear una tercera zona de tipus P o tipus N, formant així tres zones, que corresponen als tres terminals del component conegut com a transistor bipolar d'unió o BJT (de l'anglès Bipolar Junction Transistor), que presenta dos estructures bàsiques: N-P-N o P-N-P. Els dos semiconductors del mateix tipus reben el nom d'emissor i col·lector mentre que el semiconductor situat entre l'emissor i el col·lector s'anomena base i presenta un gruix de l'ordre d'un micròmetre. Quan es polaritza la unió emissor-base de manera normal és conductora, mentre que la unió base-col·lector no condueix. Tanmateix la unió és prou prima com per permetre a nombrosos portadors de càrrega, procedents de l'emissor fortament dopat, de travessar-la abans de tenir temps de recombinar-se. Ens trobem que el col·lector produeix un corrent controlat per la tensió de la base.